# 868入侵
《868入侵》（又译作）是2013年發行的Roguelike游戏，由迈克尔·布拉夫设计。游戏中，玩家操控电脑中的入侵程序，在遭防御程序清除前，力争窃取更多资料。
游戏最初为2013年3月“七日Roguelike竞赛”参赛作品；2013年8月于iOS平台发行，2015年1月于Microsoft Windows和Mac OS X平台发行。资料片《计划.B》于2017年7月发行。
《868入侵》获媒体好评。游戏获独立游戏节最佳设计提名，以及谢默斯·麦克纳利大奖之荣誉奖。在多边形网站的“十年百佳游戏（2010–2019年）”中，《868入侵》位居第42名；而在《Paste》杂志“2010年代五十佳手机游戏”榜单中，游戏排名第29。

## 玩法

画面左侧为游戏地图，标有数字的网格为数据或程序单元格。抽取单元格资源之时，会如单元格左上角数目所示，释放出一定数目敌人。因此，玩家需在资源和风险间选择平衡

《868入侵》采用赛博朋克设定，故事背景为黑客程序已通过拨号连接侵入电脑。玩家操控黑客程序，在遭防御程序消灭前，尽可能窃取更多数据。游戏画面为复古的ZX Spectrum风格；游戏区背景仿如电路板。
《868入侵》是采用迷宫探索机制；游戏分为8关，各关地图均由6×6的单元格组成，具体布局随机生成。地图上除玩家入侵程序（以微笑圖示表示）和各类敌人外，还有无法穿越的数据和程序单元格、前往下一关的出口单元格，以及抽取单元格资源所用的信标道具。游戏采用回合制，玩家和敌方轮流行动。玩家每回合或移动一格，或用激光攻击某条直线的全部敌人；一众敌人则逼近玩家，企图近身接触攻击玩家。玩家和敌人通常只能承受两次攻击；玩家被击败则代表游戏结束。与《吃豆人》类似，《868入侵》中敌人也分为数类。不同的敌人有不同的特性：或可额外抵御一次攻击；或可一回合移动两格；或可穿透程序与数据单元格；或可隐身行动。
玩家使用信标，可抽取临近数据单元格（加分）和程序单元格（获得新能力）中的资源；但获取资源同时，将会释出若干敌人——因此，玩家需在利益与风险间选择平衡。玩家亦可穿越出口单元格前往下一关；关卡越高，敌人初始数目越多、刷新频率也越高。通过全部8关后游戏结束。

## 开发与发行

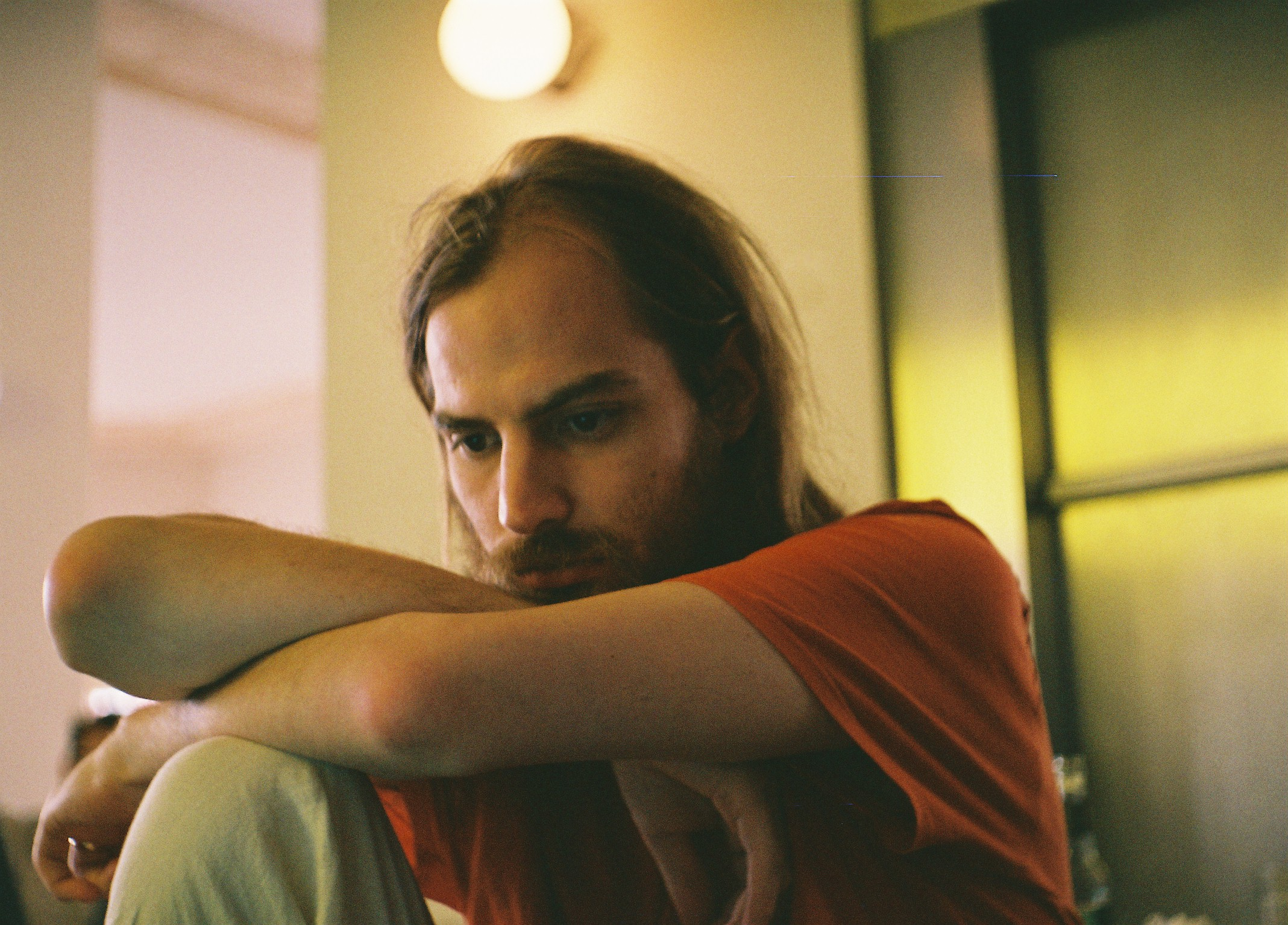
迈克尔·布拉夫，游戏开发者

《868入侵》由迈克尔·布拉夫開發，原題“86856527”，為2013年3月「七日Roguelike挑戰」參賽作品。以挑战赛为起点，布拉夫共耗费六个月做实游戏，此后又耗费数月業餘時間微調优化。游戏音效由迈克尔·布拉夫亲口录制；Gamasutra的利·亚历山大称他“为冷峻机器赋予了迷人的人声”。
《868入侵》iOS版于2013年8月30日发行；Microsoft Windows和macOS版于2015年1月26日发行。资料篇《868黑客 – 计划B》于2017年7月23日发行，增加了“新模式、新程序和新强化道具”。

## 评价
据评论汇总网站Metacritic统计，iOS版《868入侵》总体获得媒体好评。
《卫报》的威尔·弗里曼称，游戏的每一步都是挑战，玩家因游戏的严苛限制而着迷；他还称赞游戏「画面奇異，且比問世時更加精致、精心」。Pocket Gamer授予游戏银奖，编辑哈里·斯莱特称，和當代某些遊戲趨勢不同，新奇但極難的《868入侵》可謂獨特而迷人。Edge在线称游戏“奇難”，要“精心思考再三”，是“一段时间以来最聪明的iOS游戏之一”。Kotaku的克里斯·珀森对游戏“出奇上瘾”。The Verge的安德鲁·韦伯斯特称，《868入侵》游戏時間較短，“完美契合您的iPhone”。
在2014年独立游戏节上，《868入侵》收获最佳设计提名，以及谢默斯·麦克纳利大奖之鼓励奖。2013年12月17日，美国杂志《Paste》将iOS版游戏评为“周度手机游戏”。在多边形网站2019年11月發布的「年代百佳遊戲（2010–2019年）」榜單中，《868入侵》位居第42名；在《Paste》「2010年代五十佳行動遊戲」榜單中，遊戲排名第29。
截至2015年2月，iOS版售出1.4万套。

## 外部连接
- 官方网站 （英文）